# 무독
무독(武督)은 백제의 제13품 관등으로, 260년 고이왕 27년 개혁으로 만들어졌다. 정원은 일정하지 않았으며, 청색의 관복과 백색의 대를 착용했다. 문독과 함께 한국에서 최초로 문무(文武)의 구별을 나타내는 관등이다.

## 같이 보기
- 백제의 관직